# James van Hoften
James Dougal Adrianus van Hoften (* 11. června 1944 ve Fresnu, Kalifornie, USA) je bývalý americký astronaut z raketoplánů.

## Život

### Mládí a výcvik
Po základní a střední škole absolvoval studium na University of California, Berkeley a získal tak v roce 1966 diplom inženýra. Pokračoval ve studiu na Colorado State University, odkud odešel v roce 1968 jako mistr v oboru hydrauliky. Pak nastoupil k armádě, sloužil jako pilot u amerického vojenského námořnictva. Na univerzitě v Coloradu obhájil doktorát mechaniky. Poté se stal asistentem na katedře civilního inženýrství na houstonské univerzitě v Texasu. Oženil se, má dvě děti. Používá přezdívku Ox. Ke astronautům NASA byl vybrán v roce 1978 jako astronaut specialista..

### Lety do vesmíru
Poprvé vzlétl na oběžnou dráhu Země na jaře roku 1984 na palubě raketoplánu Challenger s misí STS-41-C a stal se tak 142. člověkem ve vesmíru. Posádka letu: Robert Crippen, Francis Scobee , George Nelson, Terry Hart a James van Hoften. Z nákladového prostoru raketoplánu vypustili družici LDEF (Long Duration Exposure Facility), pak pomocí manipulátoru RMS (Remote Manipulator System) zachytili poškozenou družici pro výzkum Slunce Solar Maximum Mission (SMM), v nákladovém prostoru raketoplánu ji opravili a funkční vypustili na oběžnou dráhu.
Druhou misi STS-51-I o rok později absolvoval na Discovery. Na palubě byli astronauti pplk. Richard Covey, William Fisher, James van Hoften a John Lounge. Pětice astronautů během sedmidenního letu vypustila na oběžnou dráhu tři družice: ASC-1, AUSSAT 1 a Leasat 4. Poté na oběžné dráze kontaktovali nefunkční družici Leasat 3 a dokázali ji oživit. Tím splnili všechny úkoly letu.
Van Hoften při svých dvou letech strávil ve vesmíru 14 dní.
- STS-41-C Challenger (6. dubna 1984 – 13. dubna 1984)
- STS-51-I Discovery (27. srpna 1985 – 3. září 1985)

### Po letech
- Připravoval se ještě k letu STS-61-G v květnu 1986, ale pak požádal o vyřazení z posádky.
- V roce 1993 nastoupil v Hongkongu do firmy International Bechtel, Inc., Hong Kong jako viceprezident.
- V roce 2000 bydlel v San Francisco.
- Je předsedou amerického výboru Národní rady pro výzkum (NRC), která je expertní skupinou NASA. Upozorňuje veřejnost na velké nebezpečí z kosmického záření pro kosmonauty.
- Poznámka: jeho jméno bývá uváděno také ve tvaru James Van Hoften.